# Hyundai Tucson
Hyundai Tucson er en SUV-model fra Hyundai. Modellen blev introduceret i 2004, og deler platform og motorer med Kia Sportage.
Modellen findes med en 4-cylindret benzinmotor på 2,0 liter med 141 hk, og en 6-cylindret benzinmotor på 2,7 liter med 175 hk. Derudover findes modellen med en 4-cylindret dieselmotor på 2,0 liter, som afhængigt af årgang yder 113, 140 eller 150 hk.
Modellen findes både som personbil med 5 siddepladser og hvide nummerplader, og som varebil med 2 siddepladser og gule nummerplader.
Tucson blev i slutningen af 2009 afløst af Hyundai ix35.

## Motorer[1][2]
| Model                           | Cylindre | Ventiler | Slagvolume cm³ | Effekt | Effekt | Effekt | Drejningsmoment | Drejningsmoment | 0-100 km/t | Topfart | Årgang(e) | Årgang(e) |
| Model                           | Cylindre | Ventiler | Slagvolume cm³ | kW     | hk     | omdr.  | Nm              | omdr.           | sek.       | km/t    | fra       | til       |
| ------------------------------- | -------- | -------- | -------------- | ------ | ------ | ------ | --------------- | --------------- | ---------- | ------- | --------- | --------- |
| Tucson-modeller med benzinmotor |          |          |                |        |        |        |                 |                 |            |         |           |           |
| 2.0                             | 4        | 16       | 1975           | 104    | 141    | 6000   | 184             | 4500            | 10,4       | 180     | 08/2004   | nu        |
| 2.7                             | 6        | 24       | 2656           | 129    | 175    | 6000   | 241             | 4000            | 10,5       | 180     | 08/2004   | nu        |
| Tucson-modeller med dieselmotor |          |          |                |        |        |        |                 |                 |            |         |           |           |
| 2.0 CRDi                        | 4        | 16       | 1991           | 83     | 113    | 4000   | 245             | 1900            | 13,8       | 180     | 08/2004   | 10/2006   |
| 2.0 CRDi                        | 4        | 16       | 1991           | 103    | 140    | 4000   | 305             | 1800−2500       | 11,5       | 178     | 01/2006   | 10/2008   |
| 2.0 CRDi                        | 4        | 16       | 1991           | 110    | 150    | 3800   | 305             | 1800−2500       | 11,5       | 178     | 11/2008   | nu        |